# György Mailáth (Politiker, 1818)

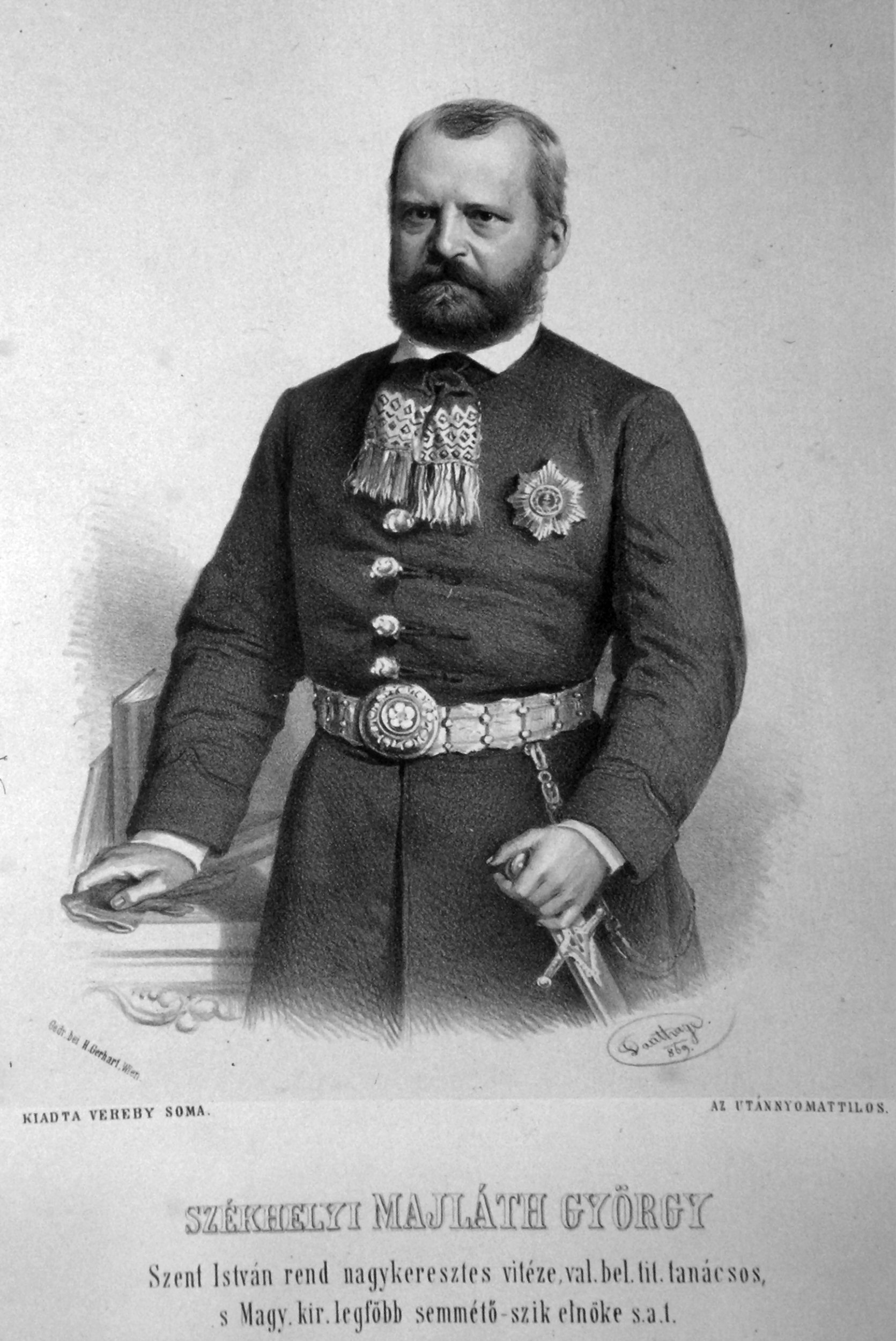
György Mailáth

György (Georg) Mailáth von Székhely (auch Majláth; * 7. Dezember 1818 in Pozsony; † 29. März 1883 in Budapest) war ein ungarischer Politiker, Hofkanzler, Landesrichter und Präsident des Magnatenhauses.

## Leben
Von 1839 bis 1844 war Mailáth Gesandter des Komitats Baranya auf den Landtagen. Ab 1840 war er Vizegespan und von 1846 bis April 1848 Obergespan des Komitats. Auf dem Landtag 1847/48 war er einer der Führer der Konservativen Partei und zog sich nach der Ungarischen Revolution (1848/49) zunächst aus der Politik zurück. Später wurde er zusammen mit György Apponyi und Emil Dessewffy Teil der treu zum Monarchen stehenden konservativen Bewegung. Im Oktober 1860 wurde er zum Tarnackmeister ernannt und im Folgejahr Mitglied des verstärkten Reichsrats. Als Ungarischer Hofkanzler trug er von 1865 bis 1867 entscheidend zur Ausarbeitung der Vorbedingungen zum Österreichisch-Ungarischen Ausgleich bei. Ab 1867 war er Präsident des Magnatenhauses und zugleich Landesrichter. 1880 wurde er Ehrenmitglied der Ungarischen Akademie der Wissenschaften und spendete als großer Förderer der Kunst unter anderem dem Bau der Kunsthalle in Budapest über 100.000 Forint. Ende März 1883 fiel er in seinem Palais im Burgviertel von Budapest einem Raubmord zum Opfer.